# Arthur Hervet
Pour les articles homonymes, voir Hervet.
Arthur Hervet, plus connu sous le nom de Père Arthur, est un prêtre assomptionniste français, né le 9 novembre 1938 à Bannalec (Finistère) et mort le 23 novembre 2020 à Lille. Il est connu pour son soutien et son combat en faveur des populations Roms.

## Biographie
Après avoir connu une enfance difficile, marquée par la pauvreté, par le divorce de ses parents et par un accident de faucheuse qui lui coûte une jambe, Arthur Hervet est recueilli par des religieuses avant d'entrer dans un alumnat assomptionniste car il souhaite devenir prêtre dès l'âge de douze ans. Il prononce ses premiers vœux à l'âge de 18 ans, puis passe une licence de physique avant d'être ordonné prêtre en 1968. Tour à tour aumônier de lycéens, à Cachan entre autres, de prison, luttant contre la prostitution et l'exclusion, il est fortement influencé par l'Abbé Pierre sans jamais l'avoir rencontré.
Au milieu des années 1980, il devient aumônier de la batellerie et responsable d'un bateau chapelle amarré sur les quais de Conflans-Sainte-Honorine le Je Sers. Il y fonde l'association La Pierre Blanche qui l'aide au travers de nombreuses actions (accueil, hébergement, logement, banque alimentaire, vestiaire) à répondre aux sollicitations de tous ceux qui frappent à sa porte : familles expulsées de leur domicile, sans-papiers, SDF, anciens prisonniers… Nommé dans le diocèse de Lille, il y vient en aide à la communauté rom, depuis 2006.
Le Père Arthur Hervet meurt le 23 novembre 2020 à Lille l’âge de 82 ans.
Un appel à témoignages a été lancé par sa congrégation après que « deux personnes se sont manifestées auprès des assomptionnistes pour relater des faits d’agressions sexuelles ».

### Polémique
Connu pour ses prises de position contre la politique d'expulsion vis-à-vis des Roms sous la présidence de Nicolas Sarkozy, il déclenche en août 2010 un scandale lors d'une conférence de presse à Lille où il dit prier pour que celui-ci ait une crise cardiaque. Il se rétracte peu après et dit vouloir une conversion du cœur du chef de l'État à la manière de saint Paul sur le chemin de Damas.

## Publications
- La Péniche du Bon Dieu, Presses de la Renaissance, novembre 2007, 178 pages,  (ISBN 978-2750903299)
- Ma Vérité sur l'exclusion, avec Samuel Lieven, Bayard Éditions, février 2011, 138 pages,  (ISBN 978-2227482388)

### Filmographie
- Documentaire Le bateau Je Sers de Jean-Marie David, 52 min, 2002